# زاكاري دي. ماسي
زاكاري دي. ماسي هو سياسي أمريكي، ولد في 14 نوفمبر 1864 في مارشال في الولايات المتحدة، وتوفي في 13 يوليو 1923 في سيفيرفيل في الولايات المتحدة. نشط حزبياً في الحزب الجمهوري. وقد انتخب عضو مجلس ولاية تينيسي ‏ وانتخب عضو مجلس النواب الأمريكي ‏.